# Саксонська державна опера Дрездена

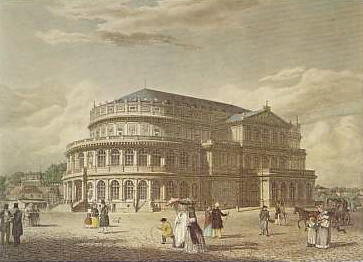
Оперний театр Земпера, ескіз XIX століття

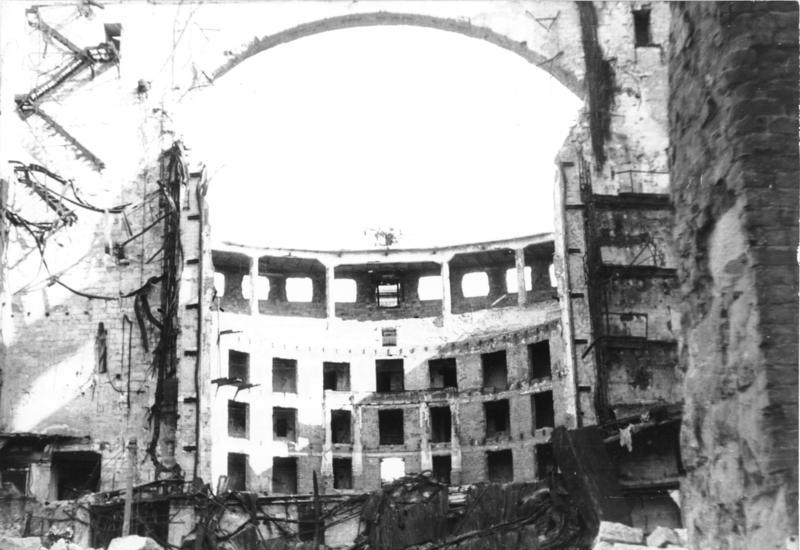
Руїни оперного театру після бомбардування 1945 року

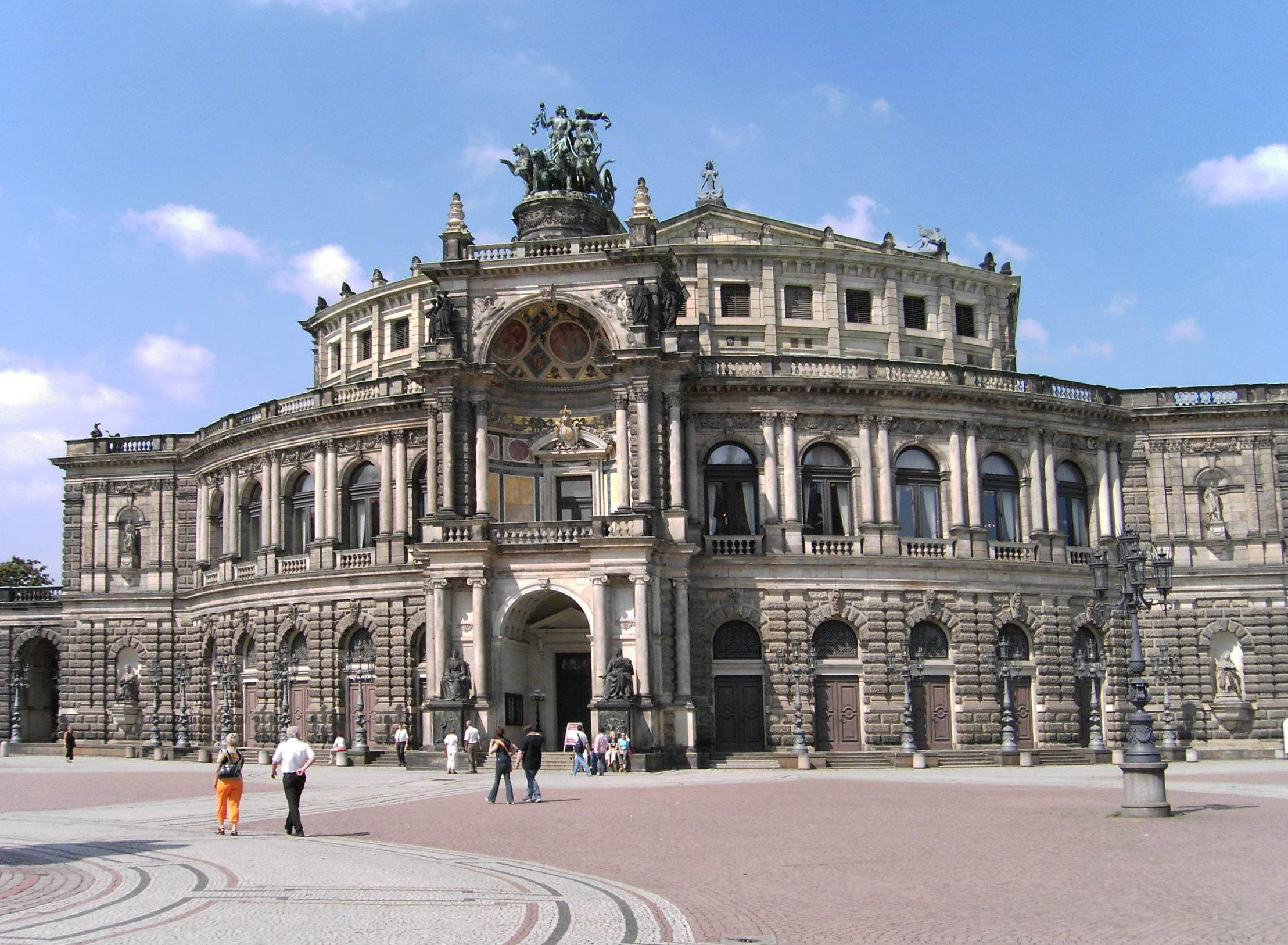
Дрезденський оперний театр, сучасний вигляд

Саксонська державна опера Дрездена (нім. Sächsische Staatsoper Dresden) — оперний театр у Дрездені, будівля якого відома також як Оперний театр Земпера нім. Semperoper.
Театр був споруджений в 1841 році за проектом архітектора Готтфріда Земпера, і спочатку в ньому проводилися спектаклі різних жанрів. Першою оперною постановкою стала «Евріанта» Карла Марії фон Вебера. 1843 року головним капельмейстером театру був призначений Ріхард Вагнер, композиторові вдалося поставити на сцені театру Земпера дві свої опери — «Летючий голландець» (1843) і «Тангейзер» (1845). Проте невдовзі Вагнер, як і Земпер, змушений був покинути Дрезден через політичні мотиви.
У вересні 1869 р. будівля театру була знищена пожежею. Протягом наступних 10 років спектаклі Дрезденської опери йшли у тимчасовому дерев'яному театрі, що вміщав 1800 глядачів. Зокрема 1869 року в дерев'яному театрі була поставлена драма Ґете «Іфігенія». 1878 року театр було відновлено під орудою Манфреда Земпера, старшого сина Готтфріда. Біля входу в театр були встановлені скульптури Йоганна Вольфганга Ґете і Фрідріха Шиллера, у нішах бічних фасадів — Шекспіра, Софокла, Мольєра й Евріпіда. Внутрішній інтер'єр був багато прикрашений з використанням дорогих матеріалів.
Після 1918 року Земпер-Опера стала офіційно називатися Дрезденською державною оперою. В першій третині XX століття Дрезденська опера стала місцем прем'єр опер Ріхарда Штрауса, зокрема «Саломеї» (1905), «Електри» (1908), «Кавалера троянди» (1911), «Олени Єгипетської» (1928), «Арабелли» (1933), «Мовчазної жінки» (1935).
У лютому 1945 року театр був зруйнований під час бомбардування Дрездена англійськими та американськими військами. Відновлення театру розпочалося лише 1977 року після того, як були знайдені креслення Земпера. Відкрився відновлений Дрезденський театр на 40-ві роковини бомбардування — 13 лютого 1985 року оперою К. М. Вебера «Вільний стрілець», саме цей твір звучав востаннє перед закриттям театру в 1944 році.
Після об'єднання Німеччини театр було названо «Саксонською державною оперою». У серпні 2002 року Оперний театр постраждав від повені, коли вода в Ельбі піднялася на 9 метрів. Відновлювальні роботи тривали три місяці. Спектаклі у театрі йдуть німецькою мовою, чільне місце в його репертуарі займають твори композиторів, що працювали у Дрездені — К. М. Вебера, Р. Вагнера і Р. Штрауса.